# Black Stone Cherry
Pour les articles homonymes, voir BSB.

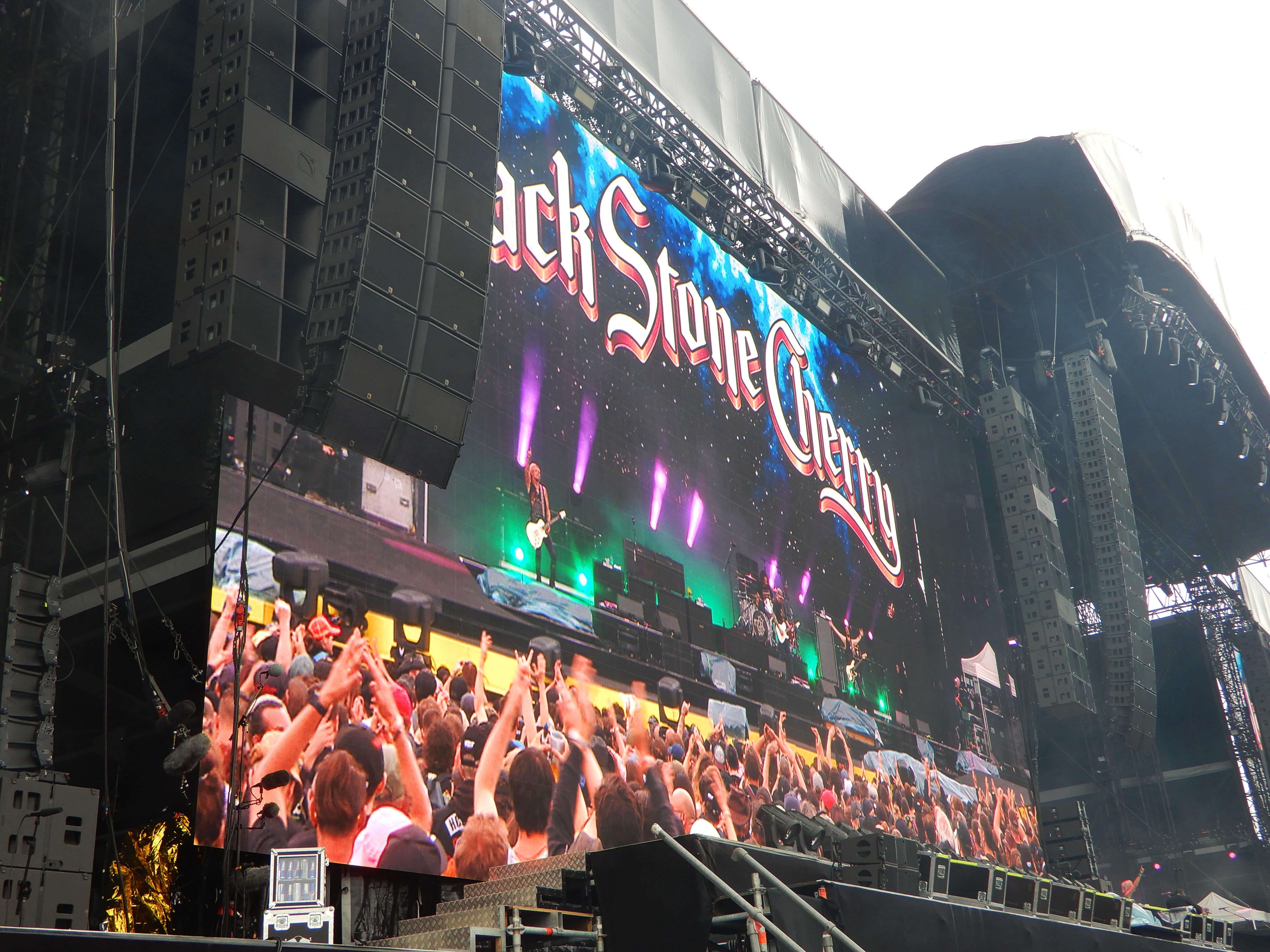
Black Stone Cherry au Hellfest 2024

Black Stone Cherry (BSC) est un groupe américain de Southern Rock / Metal alternatif, originaire d'Edmonton, dans le Kentucky. Il signe avec Roadrunner Records, puis avec Mascot Records en 2015.
Le groupe est composé de Chris Robertson (chant, guitare), Ben Wells (guitare, chœurs), John Lawhon (guitare basse, chœurs), et John Fred Young (batterie, chœurs), fils du guitariste rythmique Richard Young (du groupe The Kentucky Headhunters). En 2020, Black Stone Cherry compte huit albums studio et trois EP.

## Histoire

### Débuts (2001–2004)
Le groupe Black Stone Cherry est formé à Edmonton, dans le Kentucky. Chris Robertson et John Fred Young, le fils de Richard Young, guitariste rythmique des Kentucky Headhunters, commencent à jouer ensemble au tout début de leur adolescence, puis Jon et Ben suivent rapidement. Black Stone Cherry se forme officiellement le 4 juin 2001.
Ils commencent à répéter dans le studio (depuis 1968) des Kentucky Headhunters et enregistrent quelques titres. Ils retournent alors a Edmonton pour un concert dans la salle de gym de leur lycée, auquel 1500 personnes assistent. Pour fêter la sortie de leur premier EP, le principal de leur lycée les invite pour un grand concert organisé par l'école. Cependant, alors que le groupe entrait en ville, ils découvrirent avec stupeur que les rues étaient couvertes de signes de bienvenue[réf. nécessaire].

### Premiers albums (2005–2012)
En juillet 2007, ils sortent leur deuxième EP. Leur premier album est enregistré en live le 31 octobre 2007, pendant une série de concerts au London Astoria. Ils se joignent alors à Def Leppard et Whitesnake pour une série de concerts durant l'été 2008 en Europe. Le 19 août 2008, Black Stone Cherry sort son deuxième album, intitulé Folklore and Superstition. Quatre singles sont tirés de cet album : Blind Man, Please Come In, Things My Father Said et Soul Creek. En mai 2009, ils participent à la tournée de Nickelback, Dark Horse Tour.
Leur troisième album, Between the Devil and the Deep Blue Sea est publié le 31 mai 2011. Il est produit par Howard Benson. Le premier single s'intitule White Trash Millionaire et est publié à la fin mars. Le groupe est nommé pour le prix du rock classique en 2011. Le groupe joue en soutien à Alter Bridge avec Theory of a Deadman en Europe entre octobre et novembre 2011. Cavo joue en tournée avec Black Stone Cherry en février 2012 avec Rains. Le groupe est soutenu au Royaume-Uni par Rival Sons.

### Magic Mountain(2013–2015)
Black Stone Cherry ouvrent pour Lynyrd Skynyrd et Bad Company. Le groupe participe pour la première fois au Download Festival en juin 2013. Le groupe enregistre un nouvel album à la fin 2013, jusqu'au début 2014. Magic Mountain est publié le 6 mai 2014. Le premier single est Me and Mary Jane. Le single fait partie des hits des Black Stone Cherry, morceaux acoustiques inédits et live du Download Festival 2013 publiés sur CD : Black Stone Cherry - Hits, Rarities and Live comme bonus pour l'édition de juin 2014 du Classic Rock Magazine. Black Stone Cherry tourne au Royaume-Uni avec Airbourne et Theory of a Deadman en octobre 2014, avant d'embarquer dans une tournée européenne.
Le groupe se met en pause et ne joue qu'une seule fois en décembre 2014 dans le Kentucky. Cette pause se termine en février 2015. En juin, le groupe joue sur la seconde scène du Download Festival, puis suit avec des concerts britanniques et irlandais. En juin, le groupe annonce sa venue au Carnival of Madness avec Shinedown, Halestorm et Highly Suspect.

### KentuckyetBlack to Blues(2015–2017)
Au 7 octobre 2015, le groupe est révélé chez le label Mascot Label Group, et commence à enregistrer unesuite de Magic Mountain pour 2016. L'album est enregistré au lieu de la signature du groupe à leur nouveau label ; Glasgow, dans le Kentucky. 
Le groupe publie son premier DVD, Thank You: Livin' Live, le 30 octobre 2015, avec des images en provenance de la tournée Magic Mountain. L'album, Kentucky, est publié le 1er avril 2016. La couverture de l'album et sa liste de titres sont révélées, et s'accompagnent du single The Way of the Future,. Le clip du premier single de Kentucky, In Our Dreams, est publié le 3 février sur YouTube. Le 21 juillet 2016, un clip du nouveau single The Rambler est publié sur YouTube.
Entre mai et juin 2017, le groupe prévoit de jouer avec Letters from the Fire. Ils publient leur troisième EP, Black to Blues, qui comprend des reprises, en septembre 2017, chez Mascot Records.

### Family Tree(depuis 2018)
Le groupe publie son premier single, Burnin', de leur futur album Family Tree, en février 2018. Family Tree est annoncé pour le 20 avril 2018.

## Membres
- Chris Robertson - voix, guitare rythmique/solo
- Ben Wells - guitare rythmique/solo, sitar, chœurs
- Jon Lawhon - basse, chœurs
- John Fred Young - batterie, percussions, chœurs, harmonica, piano

## Discographie

### Albums studio
- 2006 : Black Stone Cherry (2006); #90 (US) #188 UK[20]
- 2007 : Live at the Astoria, London (31.10.07) (limité à 1 000 exemplaires)
- 2008 : Folklore and Superstition (#28 (U.S.) UK #23[21], UK Rock #1[22])
- 2011 : Between the Devil and the Deep Blue Sea
- 2014 : Magic Mountain
- 2016 : Kentucky
- 2018 : Family Tree
- 2020 : The Human Condition

### Compilations
- 2008 : Roadrunner Record's Annual Assault 2008

### Singles
| Année | Titre                     | Meilleure position | Album                                   |
| ----- | ------------------------- | ------------------ | --------------------------------------- |
| Année | Titre                     | U.S. Main. Rock    | Album                                   |
| 2006  | Lonely Train              | 14                 | Black Stone Cherry                      |
| 2006  | Hell and High Water       | 30                 | Black Stone Cherry                      |
| 2007  | Rain Wizard               | 29                 | Black Stone Cherry                      |
| 2007  | Big City Lights           | —                  | Hell and High Water EP                  |
| 2008  | Blind Man                 | 19                 | Folklore and Superstition               |
| 2008  | Please Come In            | 24                 | Folklore and Superstition               |
| 2009  | Things My Father Said     | —                  | Folklore and Superstition               |
| 2009  | Soulcreek                 | —                  | Folklore and Superstition               |
| 2011  | White Trash Millionaire   | —                  | Between the Devil and the Deep Blue Sea |
| 2011  | Blame it on the Boom Boom | —                  | Between the Devil and the Deep Blue Sea |
| 2011  | In my Blood               | —                  | Between the Devil and the Deep Blue Sea |
| 2012  | Like I Roll               | —                  | Between the Devil and the Deep Blue Sea |

## Tournées
- Black Stone Cherry Tour (avec Buckcherry, Black Label Society, Hinder)
- Folklore and Superstition Tour (avec Def Leppard, Whitesnake)
- The Rock Is Alive Tour (avec Theory of a Deadman, The Parlor Mob)
- Folklore and Superstition Tour (avec Stone Gods, Sevendust, Hinder, Theory of a Deadman, Nickelback)
- Download Festival (14 juin 2009)
- Hellfest (dimanche 21 juin 2009)
- The Sound of Madness Tour (avec Halestorm, Shinedown)
- Collective Soul avec BST (Going Crazy Rright), et avec Ryan Star
- Autumn Tour 2009 (avec Duff McKagan's Loaded, The Parlor Mob)
- Alter Bridge Schedule Tour 2011-2012 (à Lyon, première partie du concert)
- Sonisphere Festival France 2012 à Amnéville (avec Marilyn Manson, Machine Head, Faith No More)